# Journée internationale de la femme africaine
 (juillet 2023).
Si vous disposez d'ouvrages ou d'articles de référence ou si vous connaissez des sites web de qualité traitant du thème abordé ici, merci de compléter l'article en donnant les références utiles à sa vérifiabilité et en les liant à la section « Notes et références ».
La Journée internationale de la femme africaine (JIFA) existe depuis 1974 et est l'initiative d'Aoua Keïta. Elle a lieu le 31 juillet de chaque année, en commémoration du 31 juillet 1962, date à laquelle des femmes de l'ensemble du continent africain se réunissent pour la première fois et créent la toute première organisation dédiée aux femmes africaines : l'Organisation Panafricaine des Femmes. Le but de ces femmes étaient, malgré les différences ethniques et linguistiques, d'unir leurs forces, de travailler ensemble autour d’un idéal commun notamment celui de contribuer à l’amélioration significative des conditions de vie de la  femme africaine et à son émancipation. À la suite de la rencontre des femmes africaines à Dar Es Salam, la JIFA sera promulguée par les Nations unies en 1962 avant d’être officiellement consacrée le 31 juillet 1974, lors du premier Congrès de l’Organisation panafricaine des femmes qui s'est tenu au Sénégal.
La Journée internationale de la femme africaine est peu connue mais est tout de même célébrée dans plusieurs pays du continent. Les droits des femmes en Afrique grâce à cette journée ont connu une amélioration importante. Plusieurs états ont mis en place des instruments pour apporter une protection certaine à la gent féminine. C'est ainsi que l'Union Africaine adopte:
- le protocole additionnel à la Charte africaine des droits de l'homme et des peuples relatifs aux droits des femmes en Afrique, communément appelé « Le Protocole de Maputo », adopté le 11 juillet 2003 par l’Union Africaine à Maputo, au Mozambique et entré en vigueur en novembre 2005.

- la Déclaration Solennelle pour l’Égalité de Genre en Afrique adopté par les Chefs d’État et de Gouvernement des États membres de l’Union africaine, en juillet 2004 à Addis-Abeba

- la Charte africaine de la Démocratie, des Élections et de la Gouvernance adopté le 30 janvier 2007,

- le Protocole à la Charte africaine des droits de l’homme et des peuples relatifs aux personnes âgées adopté le 31 janvier 2016 ainsi que
- le protocole relatif aux personnes vivant avec un handicap

Sans oublier l'Acte additionnel relatif à l’égalité de droits entre les femmes et les hommes pour le développement durable dans l’espace CEDEAO, adopté le 19 mai 2015 au Ghana ,,,,,,,,,,.